# Marítim (métro de Valence)
Marítim est une station terminus de la ligne 5, la ligne 6, la ligne 7 et la ligne 8 du métro de Valence. Elle est située sous la rue Jerónimo-Monsoriu, dans le district des Camins al Grau, à Valence.

## Situation sur le réseau
Établie en souterrain, la station Marítim du métro de Valence est située sur la ligne 5 et la ligne 7, dont elle constitue le terminus est, après Ayora ; sur la ligne 6, dont elle constitue le terminus est, après Francesc Cubells ; ainsi que sur la ligne 8, dont elle constitue le terminus ouest, avant Francesc Cubells.

## Histoire
La station ouvre au public le 3 avril 2007, à l'occasion d'un prolongement du réseau,. Elle porte le nom de Marítim-Serrería jusqu'en 2022.